# Laminacauda defoei
Laminacauda defoei är en spindelart som först beskrevs av F. O. Pickard-Cambridge 1899.  Laminacauda defoei ingår i släktet Laminacauda och familjen täckvävarspindlar.
Artens utbredningsområde är Juan Fernández-öarna. Inga underarter finns listade i Catalogue of Life.